# Jayuya-Aufstand

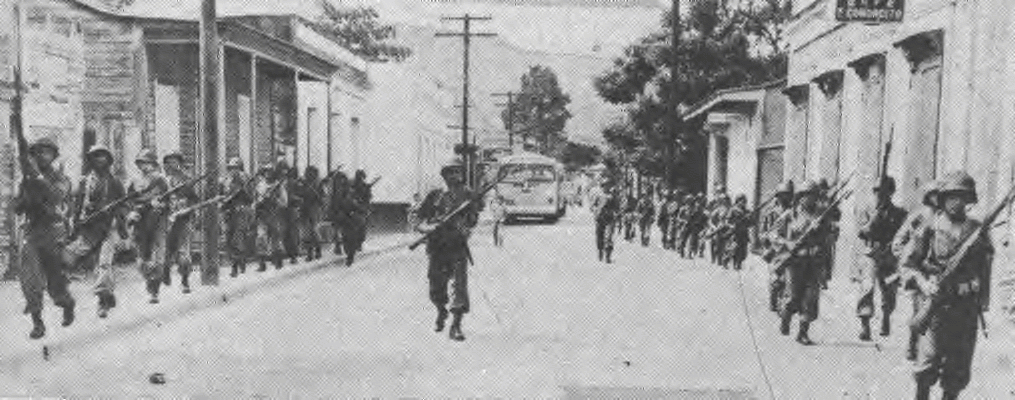
Militär in Jayuya

Der Jayuya-Aufstand war eine Revolte gegen die Regierung der USA in Puerto Rico, der sich am 30. Oktober 1950 in Jayuya ereignete.

## Vorgeschichte
Am 17. September 1922 wurde die Nationalistische Partei von Puerto Rico (PNPR) gegründet. José Coll y Cuchí, ein ehemaliges Mitglied der im gleichen Jahr zerbrochenen Unionspartei (1904–1922), war ihr erster Präsident. Er verlangte radikale Änderungen in der Wirtschaft und soziale Wohltätigkeitsprogramme für Puerto Rico. 1924 wurde Pedro Albizu Campos, ein Rechtsanwalt, der im Ersten Weltkrieg als Second Lieutenant in der US Army gedient hatte, Vizepräsident der Partei. Er glaubte, dass Puerto Rico – notfalls durch eine bewaffnete Konfrontation – unabhängig werden sollte. 1930 verließ Coll y Cuchi die Partei nach einem Streit mit Albizu Campos um die Führung. Am 11. Mai 1930 wurde letzterer zum Präsidenten der Nationalisten gewählt.

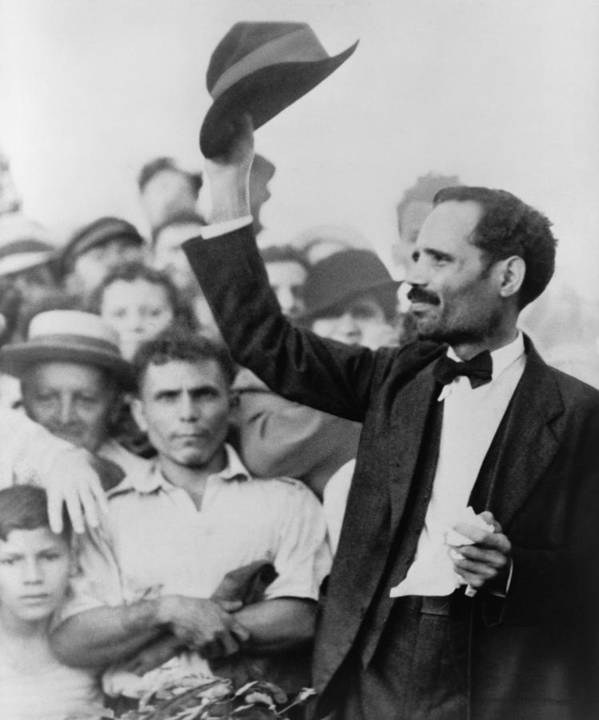
Pedro Albizu Campos

In den 1930er Jahren veranlassten Blanton Winship, der von den USA ernannte Gouverneur Puerto Ricos, und der Polizei-Oberst Riggs strenge Repressionsmaßnahmen gegen die Nationalistische Partei. 1936 wurden Albizu Campos und die Führer der Partei festgenommen und erst im Princesa Jail von San Juan, später im US-amerikanischen Bundesgefängnis von Atlanta inhaftiert. Am 21. März 1937 veranstalteten die Nationalisten eine Parade in Ponce, bei der die Polizei das Feuer auf die Menge eröffnete. Dieses Ereignis ist als Massaker von Ponce in die Geschichte eingegangen.
Albizu Campos kehrte am 15. Dezember 1947 nach zehnjähriger Gefangenschaft nach Puerto Rico zurück. Am 11. Juni 1948 unterzeichnete der Gouverneur Jesús T. Piñero ein Gesetz, das die öffentliche Befürwortung der Unabhängigkeit verbot. Es ähnelte dem antikommunistischen Smith Law, das in den USA verabschiedet wurde. Am 21. Juni 1948 hielt Albizu Campos eine Rede in Manatí, wo alle Nationalisten der Insel versammelt waren, um sich gegenseitig unterstützen zu können, falls die Polizei versuchen sollte, einzelne Akteure zu verhaften. Später in diesem Monat besuchte Albizu Campos Blanca Canales und ihre Cousins Elio und Griselio Torresola, die nationalisten Führer von Jayuya. Griselio zog bald nach New York, wo er sich mit Oscar Collazo anfreundete.

## Planungsphase
Von 1949 bis 1950 waren die Nationalisten auf der Insel mit der Planung und Vorbereitung einer bewaffneten Revolution beschäftigt. Die Revolution sollte 1952 stattfinden, an dem Tag, an dem der US-Kongress Puerto Rico den politischen Status eines Estado Libre Asociado (assoziierter Freistaat) verlieh. Albizu Campos betrachtete den neuen Status als eine koloniale Farce. Er wählte Jayuya wegen seiner Lage als Hauptquartier für die Revolution. In der Wohnung von Canales wurde ein Waffenlager angelegt.

## Der Aufstand und die Folgen
Am 26. Oktober 1950 hielt Albizu Campos ein Treffen in Fajardo, als ihn die Nachricht erreichte, dass sein Haus in San Juan von der Polizei umstellt sei, um ihn festzunehmen. Er erfuhr auch, dass die Polizei bereits andere Nationalisten verhaftet hatte. Er floh aus Fajardo und verkündete den Beginn der Revolution. Am 30. Oktober veranstalteten die Nationalisten Aufstände in Ponce, Mayagüez, Naranjito, Arecibo, Utuado, San Juan und Jayuya.
In Jayuya führten Canales und die Torresolas die bewaffneten Nationalisten in die Stadt und griffen die Polizeistation an. Beim Kampf mit der Polizei wurden ein Beamter getötet und drei weitere verletzt, ehe die restlichen die Waffen niederlegten und sich ergaben. Die Nationalisten durchtrennten die Telefonkabel und setzten das Postamt in Brand. Canales führte die Gruppe zum Stadtplatz, wo sie die hellblaue Version der Flagge Puerto Ricos hissten (von 1898 bis 1952 war es verboten, eine solche puerto-ricanische Flagge zu tragen). Canales hielt auf dem Platz eine Rede und erklärte Puerto Rico zu einer freien Republik. Die Nationalisten hielten die Stadt drei Tage lang.
Die USA riefen in Puerto Rico das Kriegsrecht aus und entsandten die Nationalgarde nach Jayuya mit dem Auftrag, die Stadt wieder einzunehmen. Die Stadt wurde aus der Luft und mit Artillerie bombardiert und teilweise zerstört. Das Militär verhinderte die Verbreitung von Nachrichten über diese Militäraktion über die Grenzen Puerto Ricos hinaus. Zur Verschleierung wurden die Kämpfe als Auseinandersetzungen zwischen Puertoricanern dargestellt. Die wichtigsten Führer der Nationalistischen Partei, darunter Albizu Campos und Blanca Canales, wurden festgenommen und zu langen Haftstrafen verurteilt. Griselio Torresola befand sich in den USA, wo er zusammen mit Oscar Collazo ein Attentat auf US-Präsident Harry S. Truman plante. Am 1. November 1950 griffen sie das Blair House an, wobei Torresola und ein Polizist ums Leben kamen. Oscar Collazo wurde verhaftet und zum Tode verurteilt. Truman wandelte die Strafe in lebenslange Haft um. Später wurde Collazo begnadigt. Die Stadt Jayuya richtete in Blanca Canales’ Haus ein historisches Museum ein.